# Бељаница
Бељаница је једна од највећих кречњачких планина источне Србије. Налази се између слива реке Млаве и Жагубичке котлине на северу и слива реке Ресаве на југу. Пружа се од запада ка истоку у дужини од 24 km, са просечном ширином од око 12 km. Захвата површину од 309 km², од чега 246 km² изразит крашки рељеф у кречњацима.
Северни део је висораван са многим вртачама, увалама и слепим долинама (Бусовата, Речке са понором дубоким 150 м). Јужни део је стеновит, кречњачки гребен Бељаница (1.339 м), који стрмим одсеком пада у клисуру реке Чемернице, десне притоке реке Ресаве. У гребену су многобројне пећине, од којих је највећа Велика Атула (560 м). У подножју гребена налазе се Мало и Велико врело, а у подножју северног обода Врело Млаве код Жагубице.

## Карактеристике
Бељаница је планина богата водом, подземним и површинским токовима. Нарочито су интересантни површински токови са великим бројем река и потока понорница. Вода у свим токовима је чиста и може се пити из водотока.
Бељаница је у спелеолошким круговима веома позната као изузетно богата спелеолошким објектима. Најпознатија пећина је Ресавска пећина, која је уређена за појединачне или колективне посете и отворена је током целе године.
Поред Ресавске пећине постоји велики број пећина богатих свим врстама пећинског накита.
Пећине изузетне лепоте су Јеларче, Пионирска пећина, Влашка пећина и Ивков понор, а нарочито се издвајају Извиђачка пећина, која по времену настанка и богатству накитом, не заостаје за Ресавском пећином и Велика Атула, као спелеолошки објекат посебне важности.
Заправо Велика Атула није до краја истражена, а најновија истраживања су дозволила постојање продужетка западног канала. У последњим истраживањима пећинске фауне, откривене су посебне врсте непигментисаних стонога, које су за науку непозната врста.
Лепоту планине Бељанице допуњују кањони реке Ресаве и Клочанице.
На висинама преко 700 м постоји велики број колиба у којима живе мештани околних села, који праве сир изузетног квалитета.
Вршни део планине чине пашњаци. Сам врх (1.339 m) је стеновит, због чије се белине, изнад падина прекривених буковим и храстовим шумама, претпоставља да је планина добила име. На јужној падини планине налази се водопад Велики бук.
Микроклима Бељанице је чиста континентална, тако да је зими неопходна зимска опрема за моторна возила.

## Планинарско друштво
У част планине Бељанице у Свилајнцу је основано Планинарско друштво „Бељаница“, са дугом традицијом, а њихов планинарски дом „Суваја“, налази се на уласку у кањон река Ресаве и Суваје, надомак хидро-комплекса Лисине.

## Галерија
- Стаза ка највишем врху Бељанице води између воћњака.
- Стаза ка највишем врху.
- Литице Бељанице.
- Литице Бељанице.
- Шума на Бељаници.
- Шума на Бељаници.
- Планинари у походу на највиши врх Бељанице.
- Шума на Бељаници.
- У највишим деловима планине шума је све ређа. Четинари у близини највише коте.
- Планинари се фотографишу на највишој коти Бељанице.
- Стазе на Бељаници.
- Пејзаж са Бељанице.
- Пејзаж са Бељанице.
- Пејзаж са Бељанице.
- Пејзаж са Бељанице.
- Поглед на кањон реке Ресаве са видиковца на Бељаници.
- Водопад Лисине.